# Statuette du dieu Teisheba

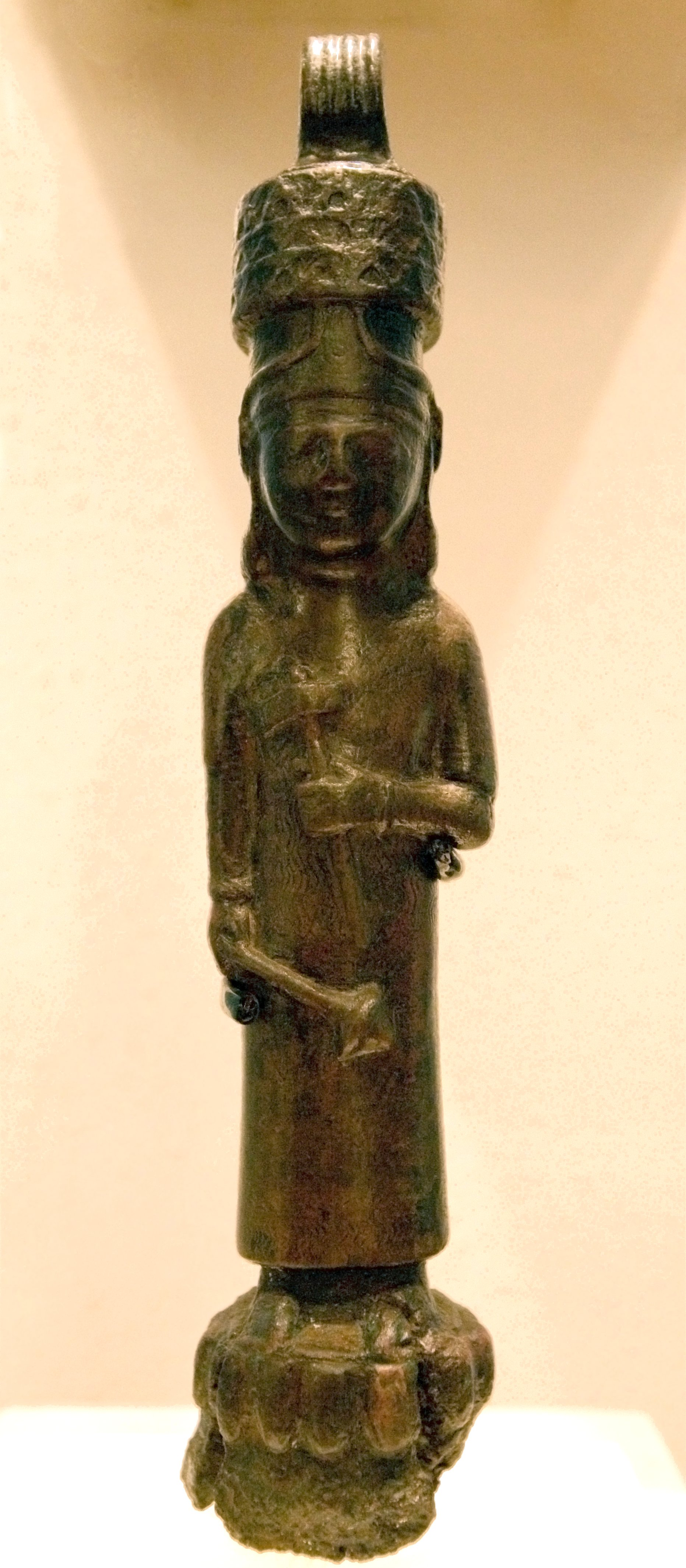
Statuette du dieu Teisheba

La statuette du dieu Teisheba est une statuette en bronze datant du VIIIe ou  VIIe siècle av. J.-C.. Elle a été trouvée près de Teishebaini (appelé Karmir-Blur de nos jours) en 1941 par l'archéologue Ripsimé Djanpoladian, la femme de l'archéologue Boris Piotrovski qui dirigeait leur expédition. Elle se trouve actuellement au Musée d'histoire de l'Arménie à Erevan. 

## Histoire
La statuette représente Teisheba, le dieu d'Urartu de l'orage et des tempêtes. Teisheba est le deuxième des trois dieux suprêmes du panthéon urarthéen. Son nom est souvent mentionné avec celui d'Haldi, le dieu suprême. 
La statuette représente un jeune homme debout sur des feuillages, enroulé dans un long vêtement orné d'un quadrilatère avec une rosace en son centre. Il porte une ceinture à la taille et une bande de tissu repose sur une de ses épaules. Ses cheveux lui arrivent aux épaules et il porte un haut casque orné d'une corne, qui représente le taureau, symbole de Teisheba. 
La divinité porte une masse sculptée dans sa main droite et une hache de guerre dans sa main gauche. La masse et la hache sont des symboles de la nature céleste et orageuse de Teisheba. 